# Квителашвили, Темур Павлович
Темур Павлович Квителашвили (род. 4 июля 1960, Тбилиси) — грузинский гитарист в жанре фьюжн. Почётный гражданин Тбилиси (2013).
Родился 4 июля 1960 в Тбилиси, Грузия, СССР. В 1994 году на конкурсе в Голливуде был признан лучшим гитаристом года в своём жанре. Обладатель рекорда книги Гиннесса, установленного в 2004 году: игра на гитаре на протяжении 30 часов подряд. В 2005 году принял участие в записи сборника «Лучшие гитаристы мира».
С 1979 года сотрудничал с разными коллективами и исполнителями:
- Джаз-ансамбль «Диэло» (1982-83)
- ВИА «Орера» (1984)
- Джаз-квинтет Александра Киладзе (1985)
- Эстрадно-Симфонический Оркестр Грузинского Телевидения (1986)
- Группа «Театрон» (1986-87)
- Группа «Древо Желаний» (1987-88)
- ВИА «Иверия» (с 1988 и по настоящее время)
- Тамара Гвердцители (1986)
- Мераб Сепашвили (1987)
- Сосо Павлиашвили (1988-89)
- Нани Брегвадзе (1994)
- Вахтанг Кикабидзе (1994—2001)
- Майкл Анджелло (Michael Angelo Batio, 1995)
- Медея Дзидзигури (1997)
- Театр имени Верико Анджапаридзе (1998)
- Тамара Чохонелидзе (1999)
- Алексей Козлов и группа «Арсенал» (2000)
- Татьяна Зыкина (2009)

## Дискография
- 1991 — Ностальгия
- 1992 — Классика — Джаз — Рок
- 1996 — Страна цветов
- 2002 — Я из Грузии
- 2005 — Темур Квителашвили
- 2007 — Алхимики II (сборник)
- 2007 — 11 Сентября
- 2010 — Made In Georgia (Сделано в Грузии)
- 2011 — Live at Tbilisi Concert Hall (DVD и CD)
- 2013 — My Tbilisi (Мой Тбилиси)